# Mark Smolinski
Mark Wayne Smolinski (Alpena, 9 maggio 1939) è un ex giocatore di football americano statunitense che ha giocato nel ruolo di running back nella American Football League (AFL) e nella National Football League (NFL).

## Carriera
Smolinski iniziò la sua carriera professionistica nel 1961 con i Baltimore Colts della NFL. Nel 1963 passò ai New York Jets della AFL con cui rimase per tutto il resto della carriera. Nel 1968 vinse Super Bowl III battendo la sua ex squadra, i favoritissimi Colts, in una delle più grandi sorprese della storia del football. Si ritirò alla fine di quella partita.

## Palmarès

### Franchigia
- Campionati AFL : 1

New York Jets: 1968
- Super Bowl : 1

New York Jets: Super Bowl III

## Statistiche
| Partite totali     | 82  |
| Yard corse         | 960 |
| Touchdown su corsa | 8   |